# Bipirâmide triangular
Em geometria, a bipirâmide triangular é um tipo de hexaedro. É o poliedro dual do prisma triangular com faces triangulares isósceles. Se todos os triângulos forem equiláteros, a bipirâmide triangular é um dos Sólidos de Johnson (J12). Como o nome sugere, pode ser construída juntando dois tetraedros por uma face.
Em química, moléculas como o pentacloreto de fósforo tem a estrutura da bipirâmide triangular, com os cinco átomos de cloro ocupando os vértices, e o átomo de fósforo no centro do sólido. Outras moléculas também tem uma estrutura derivada da bipirâmide triangular, com algum vértice faltando, como o tetrafluoreto de enxofre (quatro átomos de fluor nos vértices, um dos vértices, do triângulo central, ocupado por um par de elétrons), o trifluoreto de cloro (dois pares de elétrons no triângulo central) e o íon triiodeto (três pares de elétrons no triângulo central).